# Achref Aouadi
Achref Aouadi (arabe : أشرف العوادي), né le 27 mai 1986 au Sers, est un militant tunisien de la société civile, fondateur et président de 2014 à 2021 de l'ONG I Watch (ar) qui est active en matière de transparence et de lutte contre la corruption.

## Jeunesse et formation
Achref Aouadi appartient à une famille de militants et membres de l'opposition aux régimes des présidents Habib Bourguiba et Zine el-Abidine Ben Ali ; son père et son oncle ont été condamnés par la Cour de sûreté de l'État en 1975 avec Hamma Hammami, Sadok Ben Mhenni, Mohamed Kilani (ar), Ahmed Néjib Chebbi et d'autres militants[réf. souhaitée].
Il est titulaire d'un master de recherche en littérature anglaise et études interculturelles de l'Institut supérieur des langues de Tunis (ar) et d'un autre master en économie politique internationale de l'université de Birmingham au Royaume-Uni. Il a enseigné cette discipline à l'Institut Ibn-Charaf de Tunis[réf. souhaitée].
Inscrit à l'Académie internationale de lutte contre la corruption en 2011, il s'engage alors dans la lutte contre la corruption.

## Parcours et réalisations
En tant qu'étudiant, Achref Aouadi fonde en 2009 le club universitaire Student-To-Student.
En 2011, il lance la campagne de vote Go Vote, puis vient l'idée d'I Watch (ar) qui devient plus tard une ONG établie. Il est également un observateur des élections constituantes de 2011[réf. souhaitée].
Aouadi représente chaque année la société civile tunisienne à la Convention des Nations unies contre la corruption. Il a été choisi par les Nations unies en 2011[réf. souhaitée].
Au nom de l'organisation I Watch, il reçoit le TI Amalia Award en septembre 2017. Il est également nommé pour le prix Buffett des leaders mondiaux émergents.
Aouadi a été nommé boursier Ashoka en 2019[réf. souhaitée].

## Affaire Nessma
En juillet 2016, l'organisation I Watch (ar) publie un rapport qui évoque l'évasion fiscale de la société Karoui & Karoui détenue par Nabil Karoui, propriétaire de Nessma, et son frère Ghazi. Après son retrait d'I Watch, Aouadi revient à la présidence pour assumer ses responsabilités dans l'enquête.
Après une fuite audio de Nabil Karoui en avril 2017, qui contient des menaces à l'égard d'I Watch,, Aouadi déclare que Karoui avait fait positionner une voiture devant le siège de l'ONG à Tunis pour observer ses membres.
Différentes organisations publient alors des déclarations en faveur d'Achref Aouadi, d'I Watch et de ses membres. Le pôle judiciaire financier convoque Aouadi pour l'entendre sur ce cas présumé d'évasion fiscale. Le ministre chargé des Relations avec les instances constitutionnelles, la société civile et les organisations des droits de l'homme, Mehdi Ben Gharbia, réagit à l'affaire et le rencontre également.